# Tczew

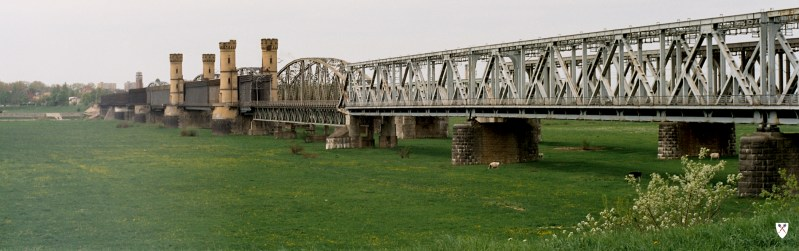
Silniční a železniční most

Tczew (německy Dirschau, česky Tčev) je město v Polsku v Pomořském vojvodství v okrese Tczew, ležící na řece Visle, asi 30 km jižně od Gdaňsku. V roce 2023 zde žilo 57 218 obyvatel a šlo o čtvrté největší město vojvodství.

## Historie
Název města je odvozen od tkalcovství. Prvně bylo zmíněno pod názvem Trsow v dokumentu pomořského vévody Grzymisława z roku 1198, který dal obec jako léno Řádu johanitů. V některých středověkých dokumentech je užíván také název Derszewo, který je patrně odvozen od šlechtice Dersława. Kolem roku 1200 zde vévoda Sambor I. postavil tvrz. Jeho nástupce Sambor II. přesídlil přímo do Tczewu, s cílem získat lepší kontrolu provozu na Visle. Od roku 1252 byla osada známá pod jmény Tczew a pod německým jménem Dirschau.
V roce 1260 bylo ve městě zavedeno tzv. německé právo, v souvislosti s tím, že město koupil Heinrich von Plötzke, představitel Řádu německých rytířů. Řád město výrazně přestavěl v letech 1364–1384. V roce 1434 bylo město vypáleno husity. Po Druhém toruňském míru z roku 1466, uzavřeném mezi Polskem a Německými rytíři, bylo město začleněno do nově vytvořené polské provincie Královské Prusko. Během protestantské reformace většina obyvatel města přijala luteránství.
V roce 1626 bylo město obsazeno švédským králem Gustavem II. Adolfem. Švédové město začali přestavovat, ale brzy těžce utrpělo během polsko-švédské války. Zůstalo však ve švédských rukou, když byli 2. září 1657 Poláci poraženi spojenými švédskými a brandenburskými vojsky. V roce 1772, během prvního dělení Polska, připadlo Prusku. Během napoleonské invaze do Pruska, v roce 1807, bylo město obsazeno polskými vojsky generála Jana Henryka Dąbrowského (jež byla součástí napoleonských sil), ale v roce 1815 bylo znovu vráceno Prusku. V roce 1871 se v rámci Pruska stalo součástí Bismarckovy Německé říše.
Během 19. století se město rychle rozvinulo, zejména díky otevření pruské východní železniční trati spojující Berlín a Königsberg, přičemž blízko města byl postaven kilometr dlouhý železniční most přes Vislu. Pod pruskou a německou vládou však byla polská menšina násilně germanizována.
Po první světové válce byl Tczew, dle smlouvy ve Versailles, začleněn do Druhé Polské republiky. 30. ledna 1920 do města vstoupila polská armáda pod vedením generála Józefa Hallera. Ale německé menšině byla přiznávána její národnostní práva. Město se stalo centrem kulturních aktivit německé menšiny v Polsku, ve městě existovaly německé školy a bylo založeno i německé divadlo. Na začátku dvacátých let byl Tczew společně s Gdyní zvažován jako místo pro vybudování námořního přístavu, který by se nacházel zcela pod polskou kontrolou. Nakonec byla vybrána Gdyně, která se nacházela přímo na pobřeží a umožňovala i vybudování válečného přístavu. V meziválečném období vznikla v Tczewu také námořní akademie (Szkoła Morska), která se později přestěhovala právě do Gdyně. Během polské vlády se z Poláků stala většina a z Němců naopak menšina.
Roku 1939 město dobyli Němci. První den války zničilo polské vojsko mosty přes Vislu. Boje druhé světové války ho tvrdě zasáhly, prakticky žádný z podniků nebyl bezprostředně po válce schopen vyrábět. Patrný byl také značný úbytek obyvatel, populace klesla na asi 20 000 lidí. Po skončení války se město stalo součástí Polské lidové republiky a bylo znovu přejmenováno na Tczew.
V současné době je základem hospodářství města elektrotechnický průmysl, loděnice a strojírenství.

## Doprava
Tczew je důležitý železniční uzel, odkud jezdí přímé vlaky do Gdaňsku, Poznaně, Malborku, Bydgoszcze a Varšavy.
Asi 5 km západně od středu města probíhá hlavní polská severojižní dálnice A1, jižně od města se křižují státní silnice DK 1 a DK 22. Ve městě je přístav na řece Visle.

## Pamětihodnosti
- Gotický cihlový kostel Povýšení svatého kříže ze 13. století. Halový kostel s jednou věží v průčelí a se síťovými klenbami.
- Gotický cihlový kostel svatého Stanislava, původně klášterní kostel dominikánů.
- Zbytky městských hradeb
- Větrný mlýn z roku 1809
- Silniční most z roku 1857 patřil s délkou 795 m ve své době k nejdelším na světě[3]

### Galerie

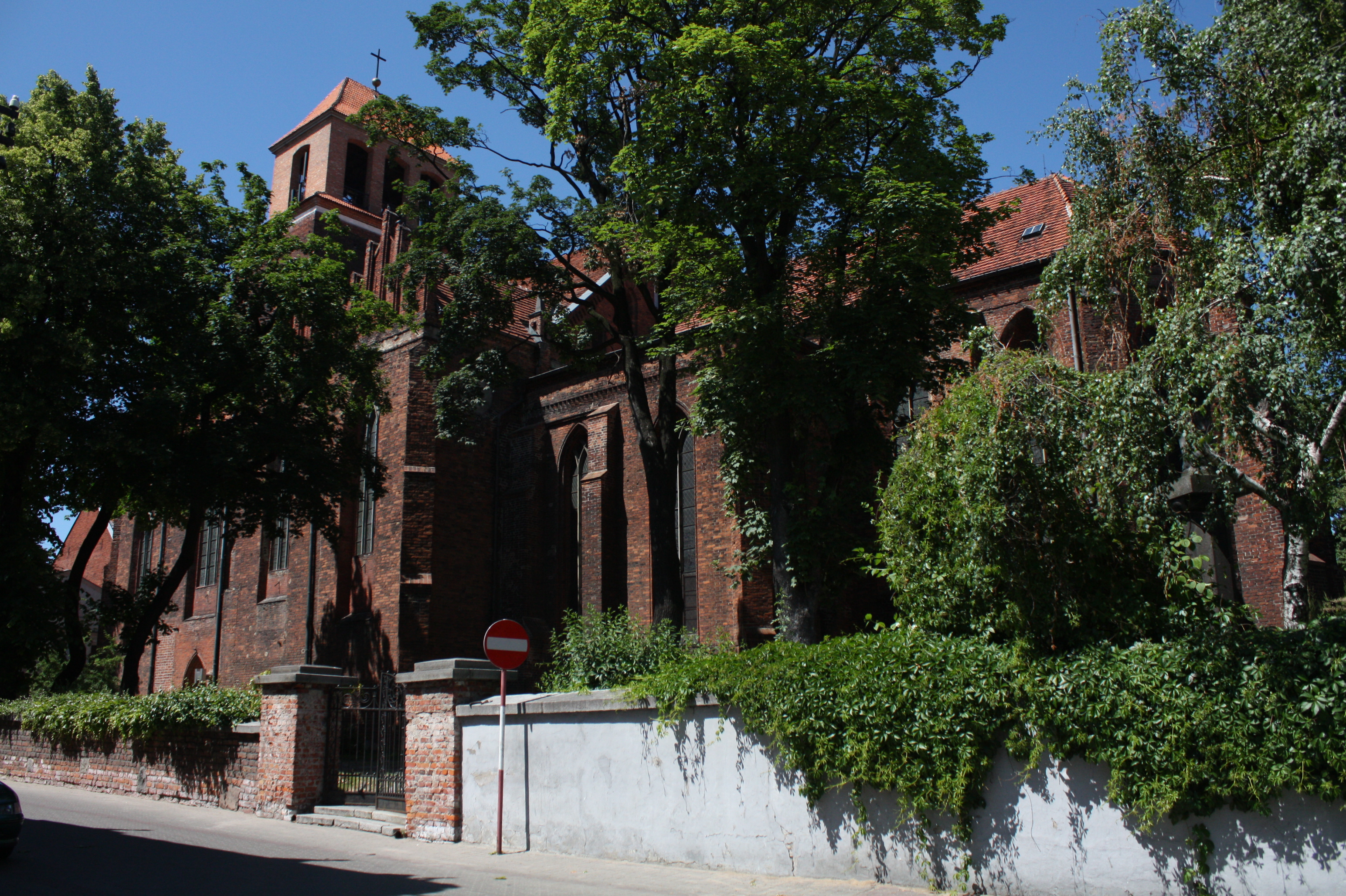
Kostel sv. Kříže
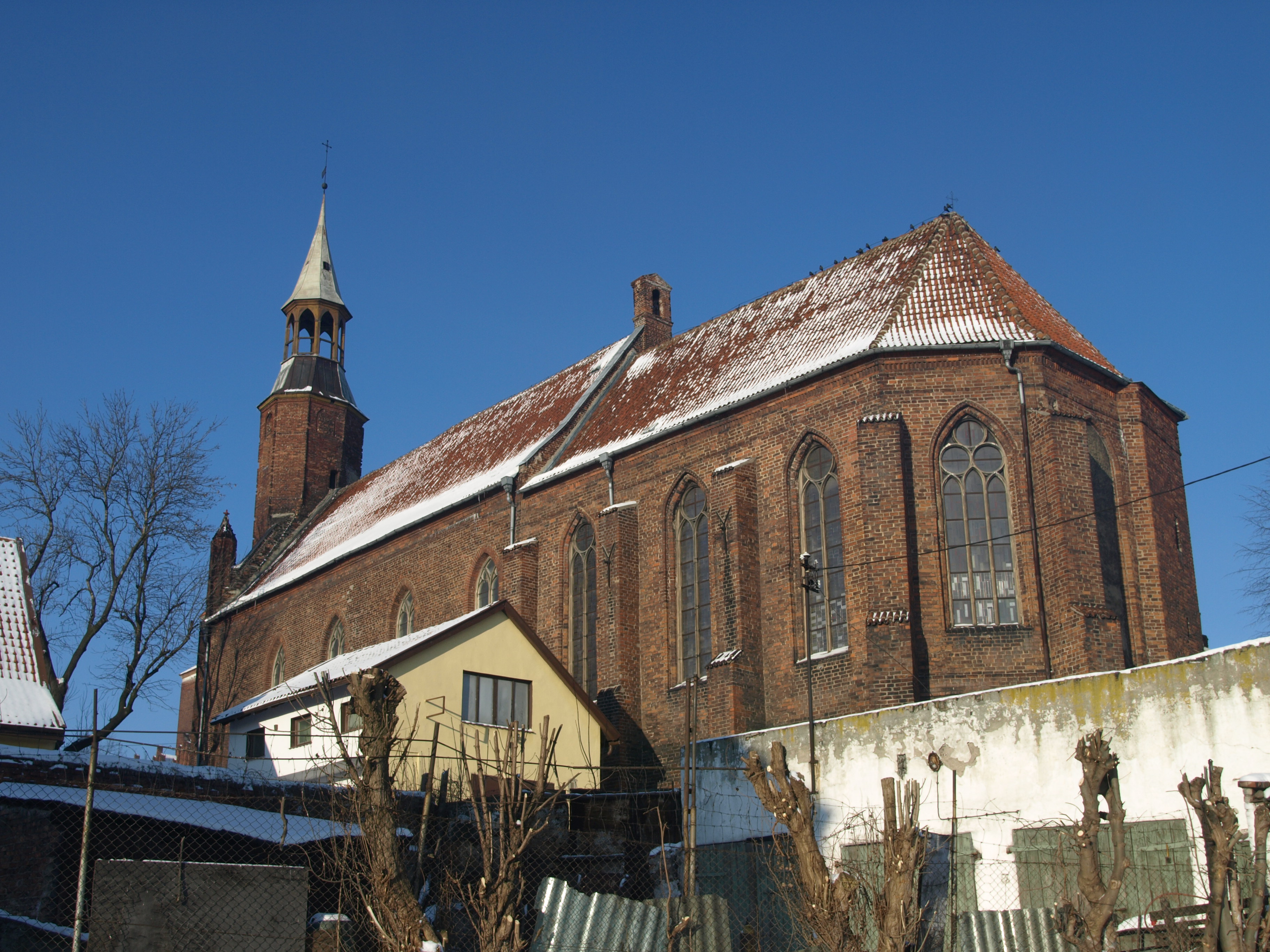
Kostel svatého Stanislava
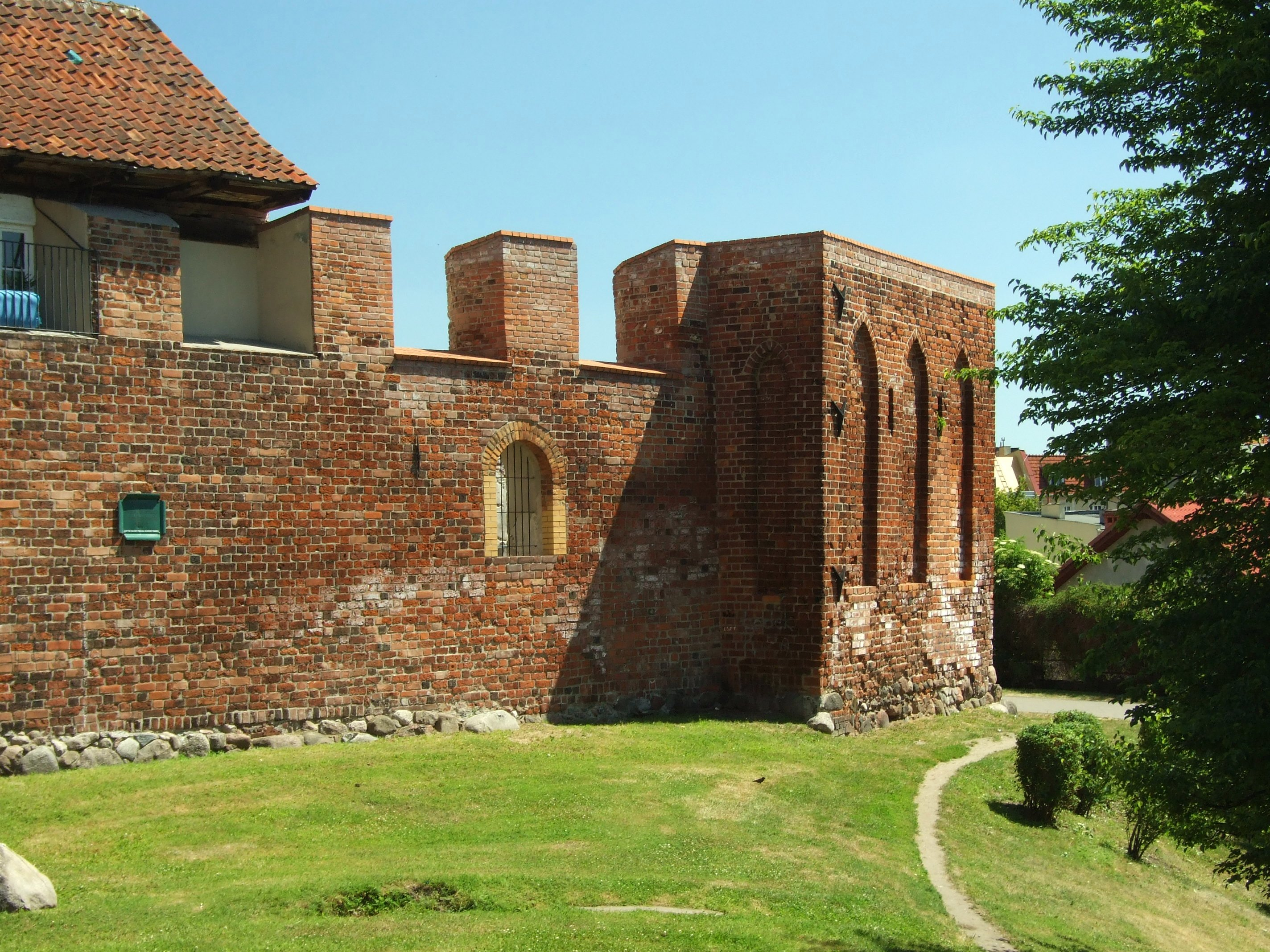
Městské hradby
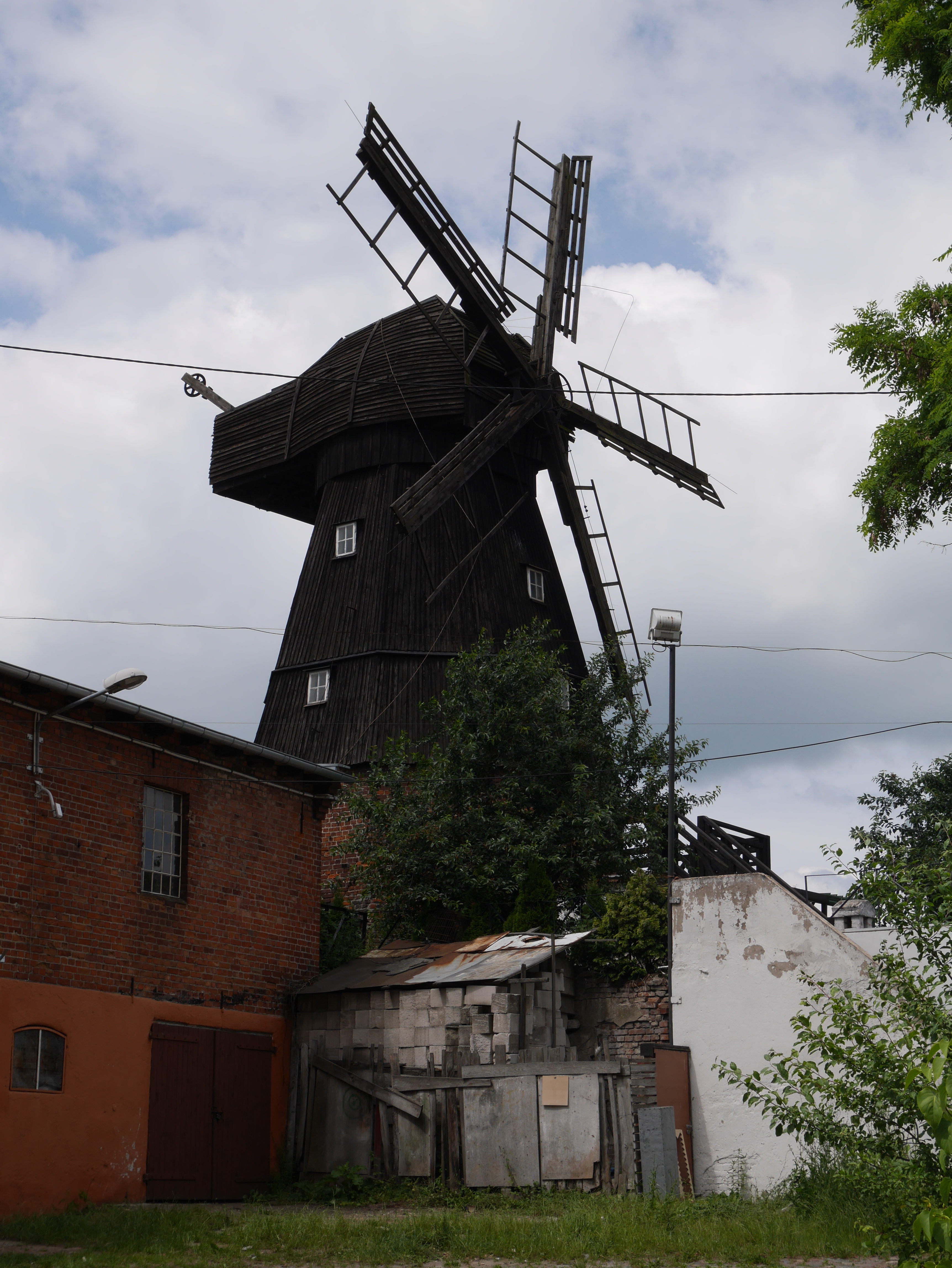
Holandský větrný mlýn
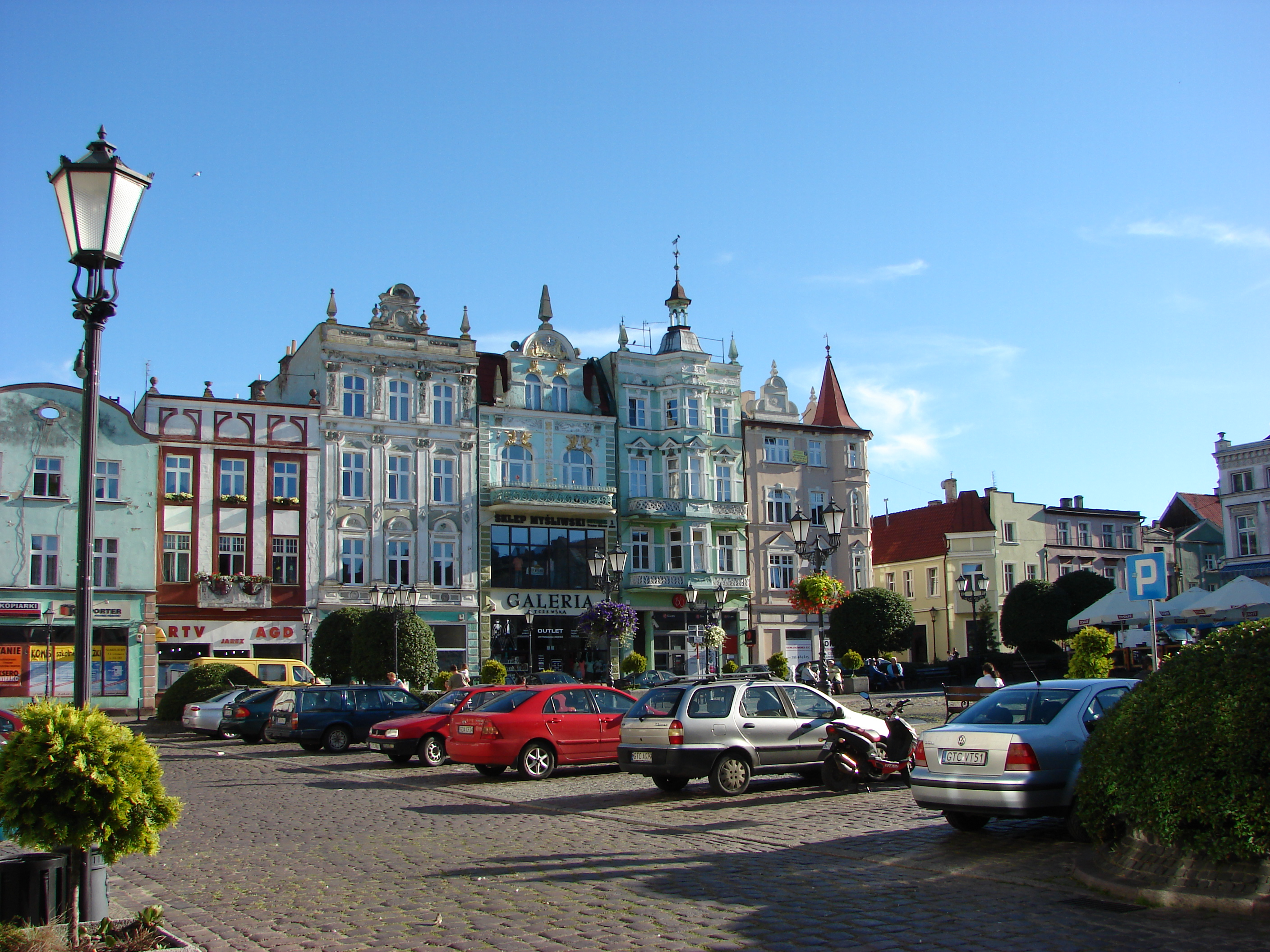
Tržní náměstí